# Kanaat Xiva
Het kanaat Xiva (Chagatai: خیوه خانلیگی , Khivâ Khânligi, Perzisch: خانات خیوه Khânât-e Khiveh, Oezbeeks: Xiva xonligi, Turkmeens: Hywa hanlygy) was een vorstendom, het gebied van een khan, in de historische regio Chorasmië (Centraal-Azië) dat bestond van 1515 tot 1920 met als hoofdstad Xiva.
In 1717 stuurde de Russische tsaar Peter de Grote een expeditie om het gebied te veroveren, maar die strandde in de Kyzylkumwoestijn. Tussen 1740 en 1746 werd het land bezet door Nadir Sjah van het Perzische Rijk. Na de Russische verovering van Centraal-Azië werd het kanaat in 1873 een protectoraat van het Russische Rijk. In 1920 werd het kanaat afgeschaft en werd het een Sovjetvolksrepubliek, later de Chorasmische SSR. In 1924 werd het formeel opgenomen in de Sovjet-Unie.